# Miodulinka
Miodulinka (jap. ハニーハニーのすてきな冒険 Hanī Hanī no Suteki na Bōken; ang. Honey Honey's Wonderful Adventures) – japoński serial anime z 1981 roku w reżyserii Takeshi Shirato. Serial liczy 29 odcinków.

## Obsada (głosy)
- Minori Matsushima jako Miodulinka (Honey Honey)

## Fabuła
Miodulinka podróżuje po świecie ze swym małym przyjacielem. Razem przeżywają wiele fascynujących przygód.

## Wersja polska
Wersja wydana na VHS – wersja skrócona zmontowana z odcinków.
- Dystrybutor: Neptun Video Center